# Jorge Toro
Jorge Toro   (Santiago de Xile, 10 de gener de 1939 - El Quisco, 16 de febrer de 2024) va ser un futbolista xilè. Va formar part de l'equip xilè a la Copa del Món de 1962. A Xile fou campió amb Colo-Colo i Unión Española. També jugà a Itàlia a clubs com la Sampdoria, el Modena FC o el Hellas Verona.

## Palmarès
- Campionat xilè de futbol: 2
  - Colo-Colo: 1960
  - Unión Española: 1973